# Étienne et Philibert Vigier
Pour les articles homonymes, voir Vigier.
Étienne et Philibert Vigier sont deux frères, sculpteurs français du XVIIIe siècle.

## Philibert Vigier
Philibert Vigier est un sculpteur français, né à Moulins dans le département de l'Allier en 1636 et décédé en 1719. Il a réalisé de nombreuses sculptures pour le parc du château de Versailles.

### Œuvres
| Année     | Nom de l'œuvre                            | Description                                        | Situation                                           | Commanditaire  | Photo            |
| 1687-1688 | Vase à cannelures et feuilles d'acanthe   | Statue en marbre                                   | Le Tapis vert dans le parc du château de Versailles | André Le Nôtre |                  |
| 1695      | Achille à Scyros                          | Statue en marbre                                   | Le Tapis vert dans le parc du château de Versailles | André Le Nôtre | Achille à Scyros |
| 1707-1708 | Anges portant les attributs de l’Évangile | Relief en pierre de Bon-banc de la carrière royale | Chapelle du château de Versailles                   |                |                  |

## Étienne Vigier
Étienne Vigier, est un sculpteur français actif dans le Bourbonnais.

### Œuvres
On lui doit la Vierge, datant de 1687, se trouvant dans l'église Saint-Julien de Meillers et d'autres sculptures en partie disparues, comme le maître autel de l'église romane de Saint-Menoux, le retable de l'église de la Sainte-Trinité d'Autry-Issards.